# Antigua América
"Antigua América" es una canción del grupo chileno Los Jaivas, editada en su disco Alturas de Machu Picchu (1981). Su letra pertenece originalmente a uno de los cantos del poema "Alturas de Machu Picchu", perteneciente a la obra Canto General (1951) de Pablo Neruda.
Este tema está construido sobre la base e los primeros versos del canto X. Se inicia con una introducción de zampoñas y quenas, las que aluden al carácter ancestral de América, resonando con secreta elocuencia.Posteriormente , viene un pasaje que comienza con el piano, al que luego se suman los demás instrumentos avanzando en bloque, como las piedras, generando una potente imagen de ruinas deshabitadas. La interpretación pianística, da cuenta de la falta de emoción y la ineficacia de vida, interpretada con majestuosidad y con mucha precisión. La quena de cristal surge en contraste con la invasión colonial del clavelín, brindando permanencia y acentuando el carácter mineral y deshabitado del lugar. La presencia humana llega con las tres preguntas del canto X: "Piedra en la piedra, el hombre, dónde estuvo? / Aire en el aire, el hombre, donde estuvo?/ Tiempo en el tiempo, el hombre, dónde estuvo?" (Neruda, 1950). La pieza finaliza con un desgarrador, metálico y amenazante solo de guitarra que es coreado en sus últimos compases por las maderas.